# Caprafico (Teramo)
Caprafico è una frazione del comune italiano di Teramo, situato nell'omonima provincia, in Abruzzo.

## Geografia fisica

### Territorio
Caprafico è posta in una zona collinare lungo la strada statale 81, tra Teramo e le frazioni teramane di Forcella e Villa Vomano, circondata dal massiccio del Gran Sasso.

## Origini del nome
Il nome "Caprafico" trae origine dal fitonimo latino "Caprificus", con riferimento al fico selvatico che vi cresce nelle zone collinari.

## Storia
La prima documentazione relativa a Caprafico risale al 1116, quando nel Medioevo l'antico centro abitato era arroccato assieme all'originaria chiesa di Santa Colomba intorno al proprio castello posto sulla sommità di un'altura, tra i colli Rubini e San Domegno, contendendosi con Teramo il dominio sul territorio circostante. In tale anno il feudo, posseduto da Rainaldo (o Rinaldo) di Elperino, fu da questi ceduto al vescovo aprutino Berardo da Pagliara, che diverrà il santo patrono di Teramo. Dopo aver inglobato le limitrofe ville di Sorrenti e Trigliano, la prima comprendente la chiesa di San Savino e la seconda quella di Sant'Andrea, nel XIV secolo l'Universitas passò come villa sotto il controllo di Teramo, perdendo così la propria autonomia. Nel 1450 il centro abitato verrà spostato e ricostruito a valle del colle sul quale sorgeva in origine, intorno alla preesistente chiesa di Sant'Emidio. Nel 1806 divenne frazione di Teramo.

## Monumenti e luoghi d'interesse

### Architetture religiose
Chiesa di Santa Colomba e Sant'Emidio
Dedicata ai santi Colomba ed Emidio, è stata eretta nel 1450 accanto alla preesistente chiesa di Sant'Emidio, inglobandola con la ricostruzione, e ristrutturata più volte nel 1625, nel 1703 (per via dei danni del terremoto dell'Aquila) e nel 1960, e quindi riaperta al culto dall'anno seguente. La facciata a capanna è decorata da un oblò centrale e da un portale contornato da una cornice realizzata nel 1988 dal maestro castellano Pierino Gizzi con tessere di maiolica colorate e raffigurante la Madonna col Bambino orlata dai santi. Il perimetro è in mattoni rossi, con campanile a torre, cui sono alloggiate tre campane. L'interno a pianta rettangolare è a navata unica e mostra nelle pareti due tele del 1750. Correlata al luogo di culto è la cappella di Santa Colomba, comprendente al proprio interno un'edicola dedicata e consacrata alla santa patrona, posta nel 1966 dove sorgevano sulla parte alta di un colle l'omonima chiesa e l'antico centro abitato con l'annesso castello.

### Altro
In prossimità dell'incrocio dove vi è l'unica fontanella pubblica presente, facente parte della rete dell'acquedotto del Ruzzo, è posta la principale piazza Don Arduino Pompei, intitolata al parroco aprutino che per anni ha celebrato le messe nella ivi posta chiesa di Santa Colomba e Sant'Emidio, con la retrostante piazza Venanzio Castelli, dal nome dell'avvocato e barone teramano.

## Società

### Tradizioni e folclore
Come da tradizione, il 17 settembre vi si svolge la festa patronale di santa Colomba, dove, al termine della santa messa dedicata, la statua della patrona viene portata in processione lungo le principali strade del centro abitato. Nel mese precedente, la giornata del 5 agosto è dedicata alla festa del compatrono sant'Emidio.

## Cultura

### Scuole
Delle due scuole presenti in origine, è rimasta nel centro abitato solo una scuola primaria statale, non più agibile.

### Cucina
Tra le pietanze del posto, vi sono le mazzarelle, involtini di coratella d'agnello avvolta in foglie d'indivia.

## Geografia antropica

### Urbanistica
Originatasi nel Medioevo sulla sommità di un colle, dove erano posti il castello e la chiesa di Santa Colomba (nella cui ubicazione verrà poi nel 1966 eretta l'omonima cappella), nel corso del tempo inglobò le limitrofe ville di Sorrenti e Trigliano con le rispettive chiese di San Savino e Sant'Andrea, e, dopo essere passata nel XIV secolo sotto il controllo di Teramo, nel 1450 verrà spostata e ricostruita a valle, intorno al preesistente luogo di culto dedicato a Sant'Emidio, il quale diverrà così chiesa di Santa Colomba e Sant'Emidio.

## Economia
L'economia locale si basa tradizionalmente sull'agricoltura e sull'allevamento, attività proprie del settore primario.

## Infrastrutture e trasporti

### Strade
Caprafico è attraversato dalla strada unica che, tramite incrocio, confluisce nella strada statale 81 che lo collega a nord-ovest con Teramo e a sud, nell'ordine, con le frazioni teramane di Forcella e Villa Vomano.

### Mobilità urbana
Date le ridotte dimensioni dell'abitato, vi viene svolta solo la mobilità interurbana verso i centri vicini tramite autoservizi di linea gestiti dalle società di trasporti Ciarrocchi e TUA.

## Amministrazione
Essendo frazione, dal 1806 l'amministrazione locale viene svolta dai sindaci di Teramo.

### Altre informazioni amministrative
Nel corso del Medioevo il feudo di Caprafico inglobò nel proprio territorio le limitrofe ville di Sorrenti e Trigliano; nel XIV secolo l'Universitas perse la propria autonomia passando come villa sotto il controllo di Teramo, del quale divenne frazione nel 1806.

## Sport

### Impianti sportivi
A valle del versante meridionale della zona collinare sul quale poggia il centro abitato vi è il campo sportivo comunale di calcio, inaugurato nel 1974 e realizzato su di uno preesistente.